# Zagrebački Ranžirni kolodvor
Zagrebački Ranžirni kolodvor (službeno Zagreb Ranžirni kolodvor, skraćeno Zagreb RK) kompleks je za prihvat teretnih vlakova, njihovo razvrstavanje (ranžiranje) i otpremu. U sklopu ranžirnog kolodvora nalazi se depo za električne i dizelske lokomotive.

## Položaj
Kompleks je smješten na površini od 100 hektara u jugoistočnom dijelu Zagreba, u južnom dijelu naselja Hrelić, a sjeverno od Buzina. Nalazi se između naselja Sveta Klara na zapadu i naselja Mičevec na istoku, te uz južni rub naselja Otok (od 1979. dio Sloboštine) i naselja Jakuševec. Kolodovorski kompleks dug je 4,1 km, a širok 1,1 km. 

## Povijest
Ideja o izgradnji novog ranžirnog kolodvora u zagrebačkom željezničkom čvorištu javila se početkom 1950-ih godina. U to doba vlakovi u zagrebačkom čvorištu bili su ranžirani u pet kolodvora: Zagreb Borongaj, Teretni kolodvor Črnomerec, Teretni kolodovor Vrapče, Zagreb Istočni kolodvor te Zagreb Zapadni kolodvor. Širenjem grada ovi kolodvori našli su se u gradskom središtu, a njihovi kapaciteti bili su skučeni, dotrajali i zastarjeli, što je imalo za posljedicu nedjelotvornost i neurednost teretnog prijevoza, visoke prijevozne troškove, mali obrtaj vagona, itd. Izvedba prvih građevinskih radova započela je 1968. godine.
Projekt Zagreb Ranžirni kolodvor bio je izgrađen po uzoru na ranžirni kolodvor u francuskom gradu Sottevilleu. Svečano je pušten u rad 27. svibnja 1978. godine i tada je bio najmoderniji kompleks takve vrste u jugoistočnoj Europi.

## Tehničke karakteristike
Zagreb Ranžirni kolodvor izveden je kao jednosmjeran kolodvor s Prijemnom skupinom (16 kolosijeka), Smjernom skupinom s 48 kolosijeka i Otpremnom skupinom sa 16 kolosijeka. Prijemna i Otpremna skupina su osigurane relejnim ss uređajem SEL. Ima dva kolosijeka na jednoj spuštalici (kosini). U podgrbinskoj zoni ima 50 skretnica (osiguranih elektropostavnim spravama (EPS) tipa MATR 292 Saxby (Francuska), vrijeme promjene položaja skretnice je 0,6 sek., ima 6 (šest) hidrauličnih jednostranih kolosiječnih kočnica (tip Saxby R58). Tehnički je izvodiv rad paralelno po oba kolosijeka, ali nikada nije kao takav funkcionirao. Rad na spuštalici je moguć u automatskom, poluautomatskom, i ručnom načinu rada te omogućava automatsko postavljanje kolosiječnih puteva vožnji s unaprijed postavljenim programom ranžiranja na šest skupina svaka po 8 kolosijeka, ukupno 48 kolosijeka. U projektnoj dokumentaciji bila je planirana i simultana skupina koja nikada nije izgrađena. Uz osnovnu funkciju ranžiranja za koju je izgrađen, na ranžirnom kolodvoru se nalaze: vagonska radionica, lokomotivski depo, praonica i tokarnica bandaža.